# Брюгглифельд
Стадион Брюггфельд (нем. Stadion Brügglifeld) — многофункциональный стадион в городе Арау, Швейцария. Вместимость 9 249 человек, из которых 1 499 находятся под навесом (из них 1 187 на главной трибуне и 312 на малой). В настоящее время стадион преимущественно используется для футбольных матчей, являясь домашней ареной для клуба «Арау».
Стадион был открыт 12 октября 1924 года товарищеским матчем местной команды с «Цюрихом». Новая главная трибуна была возведена в 1982 году, в 1990-е годы была добавлена малая, а также проведена полная реконструкция стоячих мест. Стадион находится в ведении коммуны Зур.
В 2008 среди предложений по городскому развитию был и план сооружения новой спортивной арены для ФК «Арау». «Миттелланд Арена», в сердце Центрального парка Арау, должна была бы уместить у себя 12 500 мест для зрителей. Однако 25 сентября 2005 года проект создания нового стадиона и торгового центрабыл отвергнут жителями Арау на городском референдуме.